# Volksbank Göppingen
Die Volksbank Göppingen eG zählt mit einer Bilanzsumme von 2,92 Milliarden Euro zu den großen Genossenschaftsbanken in Baden-Württemberg. Das Geschäftsgebiet erstreckt sich über die größten Teile des Fils- und Lautertals.

## Geschäft
Die Bank betreibt in 38 Geschäftsstellen sowohl Privatkunden- als auch Firmenkundengeschäft. Schwerpunkt des Geschäfts ist das Einlagen- und Kreditgeschäft, das für 80 % der Erträge steht. Die restlichen 20 % erwirtschaftet die Bank als Provisionsergebnis hauptsächlich durch den Verkauf der Produkte der Verbundgesellschaften.

## Geschichte
Am 18. April 1865 wurde die Gewerbebank Göppingen eGmbH als erstes Vorläuferinstitut gegründet. Der Anfang war bescheiden. 1865 betrug der erste Kassenbestand 700 Gulden. 1868 wurden 158 Mitglieder gezählt.
Im Jahr 1940 wurde die Bank auf ihren heutigen Namen und die heutige Rechtsform umfirmiert: Volksbank Göppingen eG.
Seit dem Anfang der 1970er Jahre wuchs die Bank durch den Zusammenschluss mit einer Vielzahl von benachbarten Genossenschaftsbanken. 1971 erfolgte die erste große Fusion mit den umliegenden Raiffeisenbanken Eislingen, Bartenbach, Holzheim, Jebenhausen, Wäschenbeuren und Adelberg. 1972 kamen noch die Raiffeisenbanken Zell und Hattenhofen hinzu.
Nach den Zusammenschlüssen mit den Raiffeisenbanken Heiningen und Eschenbach im Jahr 1985 gehörte die Volksbank Göppingen zu den größeren Banken im Verbund. Zum 125-jährigen Bestehen 1990 betrug die Bilanzsumme bereits 730 Mio. DM. 1991 kamen noch die Volksbank Donzdorf und die Volksbank Geislingen hinzu.
Mit den Fusionen der Volksbank Göppingen mit der Volksbank Ebersbach (2001), der Volksbank-Raiffeisenbank Boll (2004) und zuletzt der Raiffeisenbank Schlat (2005) entstand das heutige Institut.
2012 wurde die Volksbank Göppingen durch die Verfassungsklage gegen das Beraterregister bekannt.
2025 feiert die Volksbank Göppingen ihr 160-jähriges Bestehen.

## Gesellschaftliches Engagement
Die Volksbank Göppingen unterstützt Vereine, Bildungs- und Kultureinrichtungen sowie viele andere Organisationen in ihrem Geschäftsgebiet. Engagement im sozialen und karitativen Bereich ist der Volksbank Göppingen ein besonderes Anliegen, dafür gab sie im Jahr 2024 über 398.000 € aus. Seit 2008 wurden außerdem insgesamt 45 VR-mobile (eine gemeinsame Aktion der deutschen Volksbanken und Raiffeisenbanken in Zusammenarbeit mit den genossenschaftlichen Gewinnsparvereinen) im Namen der Volksbank Göppingen vergeben.